# Halálozások 1946-ban
Ez a szócikk az 1946-os évben elhunyt nevezetes személyeket sorolja fel.

## December
| Dátum        | Név                      | Foglalkozás / tisztség                                                                                             | Kor | Forrás |
| ------------ | ------------------------ | --- | --- | ------ |
| december 30. | Charles Wakefield Cadman | amerikai zeneszerző                                                                                                | 065 |        |
| december 28. | Elie Nadelman            | lengyel-amerikai szobrász, grafikus                                                                                | 064 |        |
| december 25. | Henri Le Fauconnier      | francia festő | 065 |        |
| december 25. | Henri Rang               | olimpiai ezüstérmes (1936) román versenylovas                                                                      | 038 |        |
| december 23. | Frank Lukeman            | olimpiai bronzérmes (1912) kanadai atléta                                                                          | 061 |        |
| december 19. | Paul Langevin            | francia fizikus, tudományfilozófus, politikus                                                                      | 074 |        |
| december 17. | Elvira Notari            | olasz filmrendező                                                                                                  | 071 |        |
| december 6.  | Kolosváry-Borcsa Mihály  | újságíró, politikus, parlamenti képviselő (1939–1944), a Magyar Távirati Iroda vezetője (1944–1945), háborús bűnös | 050 |        |
| december 3.  | Carlton Alfred Smith     | brit festő | 093 |        |

## November
| Dátum        | Név                         | Foglalkozás / tisztség                                            | Kor | Forrás                                                        |
| ------------ | --------------------------- | ----------------------------------------------------------------- | --- | ------------------------------------------------------------- |
| november 29. | Johannes Vares              | észt költő, politikus                                             | 056 | Archiválva 2011. december 19-i dátummal a Wayback Machine-ben |
| november 25. | Robert Huber                | világbajnoki ezüst- és olimpiai bronzérmes (1924) finn sportlövő  | 068 |                                                               |
| november 23. | Arthur Dove                 | amerikai festő                                                    | 076 |                                                               |
| november 13. | Edmund Thormählen           | olimpiai ezüstérmes (1908) svéd vitorlázó                         | 081 | –                                                             |
| november 11. | Egill Reimers               | norvég építész és olimpiai bajnok (1920) vitorlázó                | 068 |                                                               |
| november 7.  | Julian Nowak                | lengyel mikrobiológus, politikus, miniszterelnök (1922)           | 081 | –                                                             |
| november 7.  | Louis Otten                 | olimpiai bronzérmes (1908) holland labdarúgó                      | 063 |                                                               |
| november 5.  | Feketehalmy-Czeydner Ferenc | vezérezredes, honvédelmi miniszter-helyettes, háborús bűnös       | 055 |                                                               |
| november 5.  | Grassy József               | altábornagy, háborús bűnös                                        | 051 |                                                               |
| november 5.  | Joseph Stella               | olasz-amerikai festő                                              | 069 |                                                               |
| november 5.  | Zygmunt Stojowski           | lengyel-amerikai zongorista, zeneszerző                           | 076 |                                                               |
| november 5.  | Zöldy Márton                | csendőrszázados, háborús bűnös                                    | 034 |                                                               |
| november 4.  | Szombathelyi Ferenc         | vezérezredes, a Honvéd Vezérkar főnöke (1941–1944), háborús bűnös | 059 |                                                               |

## Október
| Dátum       | Név                       | Foglalkozás / tisztség                                                         | Kor | Forrás |
| ----------- | ------------------------- | ------------------------------------------------------------------------------ | --- | ------ |
| október 30. | Kassai-Schallmayer Ferenc | nyomdász, nyilas politikus, tárca nélküli miniszter (1944–1945), háborús bűnös | 043 | [ 1 ]  |
| október 22. | Henry Bergman             | amerikai színész (Aranvláz)                                                    | 078 |        |
| október 18. | Ladislav Šaloun           | cseh szobrász                                                                  | 076 |        |
| október 16. | Hans Frank                | német ügyvéd, politikus, a megszállt lengyel területek főkormányzója           | 046 |        |
| október 16. | Wilhelm Frick             | német politikus, belügyminiszter, a Cseh-Morva Protektorátus kormányzója       | 069 |        |
| október 16. | Alfred Jodl               | német katonatiszt, tábornok, a Wehrmacht vezérkari főnöke                      | 056 |        |
| október 16. | Ernst Kaltenbrunner       | német SS-tiszt, az SD és az RSHA vezetője                                      | 043 |        |
| október 16. | Wilhelm Keitel            | német katonatiszt, vezértábornagy, a német tábornoki törzskar tagja            | 064 |        |
| október 16. | Joachim von Ribbentrop    | német nemzetiszocialista politikus, birodalmi külügyminiszter                  | 053 |        |
| október 16. | Alfred Rosenberg          | német nemzetiszocialista politikus, Hitler legfőbb ideológusa                  | 053 |        |
| október 16. | Fritz Sauckel             | német nemzetiszocialista politikus, Türingia kormányzója                       | 051 |        |
| október 16. | Arthur Seyß-Inquart       | német ügyvéd, diplomata, kancellár, helytartó                                  | 054 |        |
| október 16. | Julius Streicher          | német újságíró, NSDAP-tag, az antiszemita propaganda főszervezője              | 061 |        |
| október 16. | Granville Bantock         | brit zeneszerző, karmester                                                     | 078 |        |
| október 15. | Hermann Göring            | német politikus, katonai vezető, a Luftwaffe parancsnoka, háborús bűnös        | 053 |        |
| október 13. | Ole Sæther                | olimpiai bajnok (1908) norvég sportlövő                                        | 076 |        |
| október 9.  | Frank Castleman           | olimpiai ezüstérmes (1904) amerikai atléta, labdarúgó, edző                    | 069 |        |
| október 8.  | John St. Polis            | amerikai színész                                                               | 072 |        |
| október 6.  | Per Albin Hansson         | svéd politikus, miniszterelnök (1932–1936 és 1936–1946)                        | 060 |        |
| október 5.  | Bethlen István            | jogász, mezőgazdász, politikus, miniszterelnök                                 | 071 |        |

## Szeptember
| Dátum          | Név                 | Foglalkozás / tisztség                                                     | Kor | Forrás |
| -------------- | ------------------- | -------------------------------------------------------------------------- | --- | ------ |
| szeptember 26. | Heinrich George     | német színész, színházigazgató                                             | 052 |        |
| szeptember 25. | Hans Eppinger       | osztrák orvos, belgyógyász                                                 | 067 |        |
| szeptember 20. | Raimu               | francia színész és énekes                                                  | 062 |        |
| szeptember 17. | Jup Kazazi          | albán közgazdász, politikus                                                | 041 | –      |
| szeptember 13. | Amon Göth           | osztrák SS-tiszt, a krakkói koncentrációs tábor parancsnoka, háborús bűnös | 037 |        |
| szeptember 13. | Petter Larsen       | olimpiai bajnok (1912) norvég vitorlázó                                    | 055 |        |
| szeptember 11. | Arthur van Schendel | holland író                                                                | 072 |        |
| szeptember 3.  | Paul Lincke         | német zeneszerző, karmester                                                | 079 |        |

## Augusztus
| Dátum         | Név                     | Foglalkozás / tisztség | Kor | Forrás |
| ------------- | ----------------------- | --- | --- | ------ |
| augusztus 31. | Paul von Klenau         | dán zeneszerző, karmester | 063 |        |
| augusztus 29. | John Steuart Curry      | amerikai festő | 048 |        |
| augusztus 26. | Jeanie MacPherson       | amerikai színésznő, forgatókönyvíró | 060 |        |
| augusztus 24. | Reményi-Schneller Lajos | jogász, banktisztviselő, politikus, parlamenti képviselő (1935–1945), pénzügyminiszter (1938–1945), háborús bűnös                                    | 054 | [ 2 ]  |
| augusztus 24. | Szász Lajos             | jogász, politikus, parlamenti képviselő (1939–1945), iparügyi miniszter (1944), kereskedelem- és közlekedésügyi miniszter (1944–1945), háborús bűnös | 058 | [ 3 ]  |
| augusztus 22. | Luigi Maggi             | olasz színész, filmrendező | 078 |        |
| augusztus 22. | Sztójay Döme            | katonatiszt, politikus, diplomata, miniszterelnök | 063 |        |
| augusztus 20. | Vojtech Tuka            | szlovák jogász, politikus, miniszterelnök (1939–1944)                                                                                                | 066 |        |
| augusztus 18. | Georg Åberg             | olimpiai ezüstérmes (1912) svéd atléta | 053 |        |
| augusztus 13. | H. G. Wells             | angol író, regényíró, a sci-fi úttörője | 079 |        |
| augusztus 9.  | Johannes Esser          | holland sebész, sakkozó, műgyűjtő | 068 | [ 4 ]  |
| augusztus 8.  | María Barrientos        | spanyol-katalán operaénekesnő | 062 |        |
| augusztus 7.  | George Wilkinson        | olimpiai bajnok (1908, 1912) brit vízilabdázó | 067 |        |
| augusztus 6.  | Blanche Bingley         | angol teniszező | 082 |        |
| augusztus 6.  | Joseph Rheden           | osztrák csillagász | 073 |        |

## Július
| Dátum      | Név                           | Foglalkozás / tisztség                    | Kor | Forrás |
| ---------- | ----------------------------- | ----------------------------------------- | --- | ------ |
| július 28. | Arduino Berlam                | olasz építész, formatervező               | 066 |        |
| július 28. | Cornelius Ubbo Ariëns Kappers | holland neurológus                        | 068 |        |
| július 26. | Morris Hirshfield             | lengyel származású amerikai festő         | 074 |        |
| július 21. | Gualberto Villarroel          | bolíviai katonatiszt, elnök (1943–1946)   | 037 |        |
| július 7.  | Federico Laredo Brú           | kubai politikus, elnök (1936–1940)        | 071 | –      |
| július 2.  | Mary Alden                    | amerikai színésznő (Egy nemzet születése) | 063 |        |
| július 2.  | Albert Sechehaye              | svájci nyelvész                           | 075 |        |
| július 1.  | Liudas Gira                   | litván költő, író, irodalomkritikus       | 061 |        |

## Június
| Dátum      | Név                    | Foglalkozás / tisztség                                                      | Kor | Forrás |
| ---------- | ---------------------- | --------------------------------------------------------------------------- | --- | ------ |
| június 29. | Frank Hadow            | brit teniszező                                                              | 091 |        |
| június 27. | Hain Péter             | rendőrségi detektívfelügyelő, kormánytanácsos, háborús bűnös                | 051 |        |
| június 26. | Hubay Kálmán           | újságíró, nyilas politikus, parlamenti képviselő (1938–1940), háborús bűnös | 044 |        |
| június 26. | Carleton Rea           | angol botanikus, mikológus                                                  | 085 |        |
| június 24. | Hubert Loutsch         | luxemburgi politikus, miniszterelnök (1915–1916)                            | 067 | [ 5 ]  |
| június 22. | Ruszkay Jenő           | hivatásos katona, diplomata, nyilas politikus, háborús bűnös                | 059 |        |
| június 23. | William S. Hart        | amerikai színész, forgatókönyvíró, rendező, producer                        | 081 |        |
| június 23. | Charles Oman           | brit hadtörténész                                                           | 086 |        |
| június 16. | Harald Wallin          | olimpiai bajnok (1912) svéd vitorlázó                                       | 059 |        |
| június 14. | Charles Butterworth    | amerikai színész                                                            | 049 |        |
| június 14. | Jorge Ubico            | guatemalai katonatiszt, elnök-diktátor (1931–1944)                          | 067 |        |
| június 14. | Theodor Wulf           | német fizikus                                                               | 077 |        |
| június 13. | Mark Gjonmarkaj        | albán katonatiszt, politikus, miniszter                                     | 030 |        |
| június 12. | Émile Bouchès          | olimpiai bronzérmes francia tornász                                         | 049 |        |
| június 11. | Sofia Nădejde          | román író, drámaíró, műfordító, feminista                                   | 089 | –      |
| június 10. | Jack Johnson           | világbajnok amerikai nehézsúlyú ökölvívó                                    | 068 |        |
| június 6.  | Ernst Leonard Lindelöf | finn matematikus                                                            | 076 |        |
| június 6.  | Hans Sydow             | német botanikus és mikológus                                                | 067 |        |
| június 5.  | Holger Thiele          | dán-amerikai csillagász                                                     | 067 | –      |
| június 5.  | Maud Watson            | angol teniszező                                                             | 081 | –      |
| június 4.  | Simonyi-Semadam Sándor | ügyvéd, politikus, miniszterelnök                                           | 082 |        |
| június 3.  | Vastagh György         | szobrász                                                                    | 077 |        |
| június 1.  | Ion Antonescu          | román katonatiszt, államférfi, diktátor, háborús bűnös                      | 063 |        |
| június 1.  | Leo Slezák             | osztrák operaénekes és színész                                              | 072 |        |

## Május
| Dátum     | Név                    | Foglalkozás / tisztség | Kor | Forrás |
| --------- | ---------------------- | --- | --- | ------ |
| május 31. | Ferenczy László        | csendőrtiszt, háborús bűnös | 048 |        |
| május 30. | Louis Slotin           | kanadai fizikus és kémikus, a Manhattan terv résztvevője                                                                                  | 035 |        |
| május 28. | Otto Moll              | német SS-főtörzsőrmester, Auschwitz lágerparancsnoka, háborús bűnös                                                                       | 031 |        |
| május 22. | Karl Hermann Frank     | szudétanémet náci katonatiszt, háborús bűnös                                                                                              | 048 |        |
| május 22. | Isaac Grünewald        | svéd festő, grafikus, formatervező | 056 |        |
| május 22. | Henning Eiler Petersen | dán botanikus, mikológus | 068 |        |
| május 19. | Booth Tarkington       | Pulitzer-díjas amerikai író | 076 |        |
| május 13. | Kaarle Ekholm          | olimpiai ezüstérmes (1912) finn tornász                                                                                                   | 061 |        |
| május 12. | Bertel Jung            | finn építész | 073 |        |
| május 7.  | Ferdinand Boberg       | svéd építész | 086 |        |
| május 2.  | Kovarcz Emil           | hivatásos katona- és csendőrtiszt, nyilas politikus, parlamenti képviselő (1939–1945), tárca nélküli miniszter (1944–1945), háborús bűnös | 047 | [ 6 ]  |
| május 1.  | Bill Johnston          | amerikai teniszező | 051 |        |

## Április
| Dátum       | Név                          | Foglalkozás / tisztség | Kor | Forrás |
| ----------- | ---------------------------- | --- | --- | ------ |
| április 29. | Frédéric Bataille            | francia költő, mikológus                                                                                                  | 095 |        |
| április 28. | Louis Bachelier              | francia matematikus | 076 |        |
| április 26. | Basch Ferenc                 | pedagógus, a magyarországi Volksbund vezetője, háborús bűnös                                                              | 044 |        |
| április 26. | Hermann Keyserling           | balti német filozófus | 065 |        |
| április 22. | Lionel Atwill                | brit-amerikai színész (Nana; A sátán kutyája)                                                                             | 061 |        |
| április 22. | Harlan Fiske Stone           | amerikai jogász, főbíró                                                                                                   | 073 |        |
| április 20. | George Cloutier              | olimpiai bajnok (1904) kanadai lacrosse-játékos                                                                           | 069 |        |
| április 19. | Mae Busch                    | amerikai színésznő | 054 |        |
| április 19. | Walter Dandy                 | amerikai idegsebész | 060 |        |
| április 17. | Juan Bautista Sacasa         | nicaraguai politikus, elnök (1933–1936)                                                                                   | 071 |        |
| április 14. | Horger Antal                 | nyelvész, egyetemi tanár, a Magyar Tudományos Akadémia levelező tagja                                                     | 073 |        |
| április 12. | Marian Zyndram-Kościałkowski | lengyel politikus, Varsó főpolgármestere, miniszterelnök (1935–1936)                                                      | 054 | –      |
| április 11. | Jaross Andor                 | felvidéki magyar politikus, a felvidéki ügyek tárca nélküli minisztere (1938–1939), belügyminiszter (1944), háborús bűnös | 049 |        |
| április 5.  | George Vernon Hudson         | brit-új-zélandi entomológus és csillagász                                                                                 | 078 |        |
| április 5.  | Ilarie Voronca               | román-francia író | 042 |        |
| április 5.  | Vincent Youmans              | amerikai zeneszerző, producer                                                                                             | 047 |        |
| április 3.  | Thomas Dixon                 | amerikai jogász, író, politikus                                                                                           | 082 |        |

## Március
| Dátum       | Név                | Foglalkozás / tisztség                                                                                           | Kor | Forrás |
| ----------- | ------------------ | --- | --- | ------ |
| március 29. | Endre László       | jogász, Pest-Pilis-Solt-Kiskun vármegye alispánja (1938–1944), belügyi államtitkár (1944), háborús bűnös         | 051 |        |
| március 29. | Baky László        | csendőrtiszt, parlamenti képviselő (1939–1944), belügyi államtitkár (1944–1945), háborús bűnös                   | 047 |        |
| március 27. | Karl Groos         | német pszichológus, filozófus                                                                                    | 084 |        |
| március 27. | George Larkin      | amerikai színész                                                                                                 | 058 |        |
| március 27. | Czesław Skonieczny | lengyel színész                                                                                                  | 051 |        |
| március 24. | Christian Jebe     | olimpiai bajnok (1912) norvég vitorlázó                                                                          | 069 |        |
| március 23. | Juan Píriz         | olimpiai bajnok (1928) uruguayi labdarúgó                                                                        | 043 |        |
| március 20. | Amir Hamzah        | indonéz költő, nemzeti hős                                                                                       | 035 |        |
| március 19. | Csia Sándor        | nyilas politikus, parlamenti képviselő (1939–1945), háborús bűnös                                                | 052 | [ 6 ]  |
| március 19. | Kemény Gábor       | arisztokrata, jogász, nyilas politikus, külügyminiszter (1944–1945), háborús bűnös                               | 035 | [ 6 ]  |
| március 19. | Szöllősi Jenő      | nyilas politikus, tárca nélküli miniszter és miniszterelnök-helyettes (1944–1945), háborús bűnös                 | 053 | [ 6 ]  |
| március 17. | William Merz       | olimpiai ezüstérmes (1904) tornász és bronzérmes (1904) amerikai atléta                                          | 067 |        |
| március 12. | Beregfy Károly     | vezérezredes, honvédelmi miniszter (1944–1945), a Honvéd Vezérkar főnöke, a honvédség parancsnoka, háborús bűnös | 058 |        |
| március 12. | Gera József        | orvos, nyilas politikus, háborús bűnös                                                                           | 049 |        |
| március 12. | Rajniss Ferenc     | újságíró, lapszerkesztő, nyilas politikus, vallás- és közoktatásügyi miniszter (1944–1945), háborús bűnös        | 052 |        |
| március 12. | Szálasi Ferenc     | hungarista politikus, katonatiszt, miniszterelnök (1944–1945), háborús bűnös                                     | 049 |        |
| március 12. | Vajna Gábor        | nyilas politikus, belügyminiszter (1944–1945), háborús bűnös                                                     | 054 |        |
| március 10. | Karl Hans Strobl   | osztrák író | 069 |        |
| március 9.  | Budinszky László   | nyilas politikus, igazságügy-miniszter (1944–1945), háborús bűnös                                                | 050 |        |
| március 8.  | Bill Denton        | olimpiai ezüstérmes (1932) amerikai tornász                                                                      | 035 |        |
| március 2.  | Pálffy Fidél       | arisztokrata, szélsőjobboldali politikus, földművelésügyi miniszter (1944–1945), háborús bűnös                   | 050 |        |

## Február
| Dátum       | Név                     | Foglalkozás / tisztség                                                           | Kor | Forrás |
| ----------- | ----------------------- | -------------------------------------------------------------------------------- | --- | ------ |
| február 28. | Eriks Ādamsons          | lett költő, író                                                                  | 038 |        |
| február 28. | Imrédy Béla             | politikus, országgyűlési képviselő, pénzügyminiszter, miniszterelnök (1938–1939) | 054 |        |
| február 27. | Harry Edwin Wood        | dél-afrikai csillagász                                                           | 065 |        |
| február 25. | René Le Grevès          | olimpiai ezüstérmes (1932) francia kerékpárversenyző                             | 035 |        |
| február 16. | Edgar Syers             | olimpiai bronzérmes (1908) brit műkorcsolyázó                                    | 082 |        |
| február 15. | Cornelius Johnson       | olimpiai bajnok (1936) amerikai atléta, magasugró                                | 032 |        |
| február 11. | John Langalibalele Dube | dél-afrikai filozófus, politikus, szerkesztő, író                                | 074 |        |
| február 9.  | Valter Jung             | finn építész                                                                     | 066 |        |
| február 8.  | Felix Hoffmann          | német vegyész, gyógyszerész                                                      | 078 |        |
| február 8.  | Miles Mander            | angol színész (A három testőr), rendező, producer                                | 057 |        |
| február 8.  | Antanas Tumėnas         | litván író, politikus, miniszterelnök (1924–1925)                                | 065 |        |
| február 6.  | Oswald Kabasta          | osztrák karmester, zeneszerző                                                    | 049 |        |
| február 5.  | George Arliss           | Oscar-díjas angol színész                                                        | 077 |        |
| február 3.  | Carl Theodor Zahle      | dán jogász, politikus, miniszterelnök (1918–1920)                                | 080 |        |

## Január
| Dátum      | Név                   | Foglalkozás / tisztség                                                | Kor | Forrás                                                     |
| ---------- | --------------------- | --------------------------------------------------------------------- | --- | ---------------------------------------------------------- |
| január 29. | Harry Hopkins         | amerikai politikus, miniszter, a New Deal-program egyik fő irányítója | 055 |                                                            |
| január 29. | Sidney Jones          | brit zeneszerző, karmester                                            | 084 |                                                            |
| január 23. | Matteo Giulio Bartoli | olasz nyelvész, nyelvtörténész                                        | 072 |                                                            |
| január 22. | Otto Fenichel         | osztrák-amerikai pszichiáter, pszichoanalitikus                       | 048 |                                                            |
| január 18. | Feliks Nowowiejski    | lengyel zeneszerző, orgonista, karmester                              | 068 |                                                            |
| január 14. | Maurice Koechlin      | francia-svájci építőmérnök                                            | 089 |                                                            |
| január 10. | Bárdossy László       | diplomata, politikus, külügyminiszter, majd miniszterelnök            | 055 |                                                            |
| január 7.  | Adam Didur            | lengyel operaénekes                                                   | 071 |                                                            |
| január 7.  | Stanisław Kutrzeba    | lengyel történész, jogtörténész                                       | 069 | Archiválva 2023. január 8-i dátummal a Wayback Machine-ben |
| január 6.  | Adolph de Meyer       | német-francia-amerikai fotográfus                                     | 077 |                                                            |
| január 3.  | Allan Brooks          | kanadai ornitológus                                                   | 076 |                                                            |
| január 3.  | William Joyce         | amerikai születésű brit propagandista, náci kollaboráns               | 039 |                                                            |
| január 3.  | Carl Gustav Witt      | német csillagász                                                      | 079 | –                                                          |